# F1 2015 (videojuego)
F1 2015 es un videojuego de simulación automovilística basado en las temporadas 2014 y 2015 de la Fórmula 1, desarrollado y publicado por Codemasters. Es la séptima edición de Fórmula 1 producido por el estudio. El juego contará con el equipo y alineaciones de pilotos de la temporada 2014 y 2015, así como el GP de México. El juego se lanzó por primera vez para PlayStation 4 y Xbox One, con el fin de disfrutar al máximo la nueva generación y el nuevo motor gráfico del juego.

## Novedades
El videojuego permite a los jugadores elegir entre la temporada 2014 y la temporada 2015, para así disfrutar la temporada pasada en la nueva generación, permite escoger entre las escuderías de ambas temporadas, cada una con sus respectivos pilotos, aparte de la mejora gráfica, se añade un nuevo equipo de box, un nuevo ingeniero, la posibilidad de hablar a través del micrófono y solicitar una parada en boxes, la posibilidad de hablar con el ingeniero durante la carrera, se añaden comentaristas los cuales vuelven tras haber hecho su última aparición en F1 2011, nuevas cámaras, ahora simulan cada vez más las reales de televisión, se añaden más físicas a los pilotos y previo a una carrera se podrá apreciar a los periodistas entrevistando a los pilotos. También añadieron nuevos comentaristas, algo que no pasaba desde 2007.
El juego se creó utilizando una nueva versión del motor EGO.

## Lanzamiento
F1 2015 se lanzó el 12 de julio de 2015 en Australia, 10 de julio de 2015 en Europa y el 9 de julio de 2015 en Norteamérica para las plataformas PlayStation 4, Xbox One y Microsoft Windows, siendo el primer videojuego de Codemasters para consolas de octava generación.

## Críticas
Fueron quitados varios elementos de pasadas ediciones, tal es el caso del Modo Trayectoria, el cual fue sustituido por el Modo Profesional, un modo que nos permite jugar el campeonato entero, pero en dificultad leyenda, también el Modo Desafíos que había debutado tan solo en la pasada edición, no está presente en esta, mientras que el auto de seguridad también fue deshabilitado.